# Miejsce Pamięci Ofiar Komunizmu i Ruchu Oporu Sighet
Miejsce Pamięci Ofiar Komunizmu i Ruchu Oporu Sighet (rum. Memorialul Victimelor Comunismului și al Rezistenței, ang. The Memorial of the Victims of Communism and of the Resistance), powstało w 2000 we wnętrzach dawnego więzienia Sighet, zbudowanym w 1897 przez administrację austro-węgierską. 
W sierpniu 1948 więzienie stało się miejscem odosobnienia dla grupy studentów i miejscowych chłopów. W 1950 umieszczono w nim ponad stu osobistości z całego kraju (byłych ministrów, naukowców, ekonomistów, oficerów, historyków, dziennikarzy, polityków). W 1955, po zawarciu Konwencji Genewskiej i akceptacji komunistycznej Rumunii przez ONZ, część więźniów została zwolniona, część przeniesiono do innych miejsc odosobnienia, część pozostawała w areszcie domowym. Na około 200 więźniów, 54 nie doczekało się wolności. W 1977 więzienie zostało zamknięte. W latach 1995–2000 trwały prace nad przystosowaniem obiektu do celów ekspozycyjnych.
Obecnie każda cela więzienna stała się salą muzealną, w których przedstawiono chronologię systemu totalitarnego w komunistycznej Rumunii. Muzeum zostało stworzone i jest administrowane przez Fundację Akademia Obywatelska, będącą instytucją badawczo-oświatową.